# Champdepraz
Champdepraz ist eine italienische Gemeinde in der Region Aostatal mit 726 Einwohnern (Stand 31. Dezember 2023).

## Geographie
Champdepraz liegt etwa 42 Kilometer östlich von Aosta am Beginn des gleichnamigen Tales. Die Anschlussstelle Verrès der Autobahn A5 ist etwa fünf Kilometer vom Ort entfernt.
Die Gemeinde gehört der Unité des Communes valdôtaines Évançon an. Die Nachbargemeinden sind Chambave, Champorcher, Châtillon, Fénis, Issogne, Montjovet, Pontey und Verrès. Die Ortsteile sind Barbustel, Blanchet, Boden, Capiron, Chef-lieu, Chantonet, Covarey, Crestaz, Cugnon, Dialley, Fabrique, Fussy, Gettaz-des-Allemands, Hérin, La Veulla, Le Sale, Losson und Viéring.
Ein Großteil des Gemeindegebietes bildet der Naturpark Mont Avic, der erste Park dieser Art im Aostatal. Der Park wurde 1989 gegründet. Die Schutzhütte Rifugio Barbustel ist eine beliebte Anlaufstelle innerhalb des Naturschutzgebiets.

## Wirtschaft
Der wichtigste Wirtschaftszweig im Sommer und im Winter ist der Tourismus.

## Sehenswürdigkeiten
Sehenswert ist der Naturpark Mont Avic. Nach Aufgabe der Landwirtschaft (Schafszucht) wurde die ursprüngliche Landschaft wiederhergestellt.